# Lucia Visconti

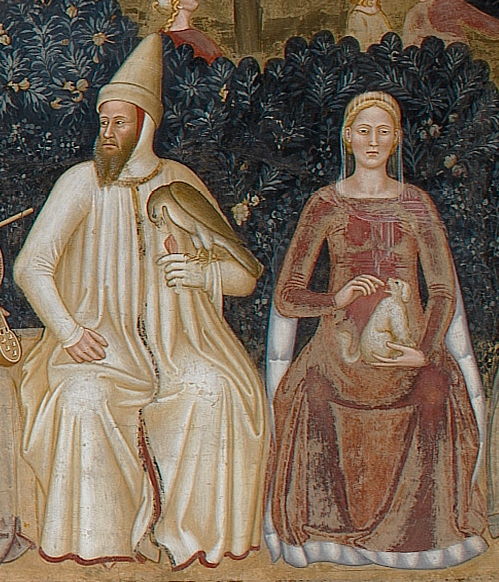
Bernabò Visconti e Beatrice, genitori di Lucia

Lucia Visconti (Milano, 1372 – 14 aprile 1424) è stata un'aristocratica milanese che fu contessa di Kent per matrimonio dal 1407 al 1424.

## Biografia
Lucia era figlia di Bernabò Visconti, signore di Milano (regnante insieme al fratello Galeazzo II), e di sua moglie, Beatrice della Scala. Come era tipico per le donne nate da famiglie nobili, ci si aspettava che lei e le sue nove sorelle sposassero membri di altre famiglie nobili per formare o rafforzare alleanze. Ad esempio, sua sorella Valentina divenne regina di Cipro, e un'altra sorella, Caterina, sposò il cugino Gian Galeazzo, diventando la prima duchessa di Milano.

## Le lunghe trattative matrimoniali
Tra il 1382 e il 1384, Bernabò cercò attivamente trattative matrimoniali per la figlia neonata con Luigi II d'Angiò, futuro re di Napoli, tramite la madre di Luigi, Maria di Blois. Bernabò rimase in stretto contatto con Maria, tentando di venire a patti su un contratto matrimoniale. All'epoca c'era discordia nella famiglia Visconti. Gian Galeazzo, succeduto al padre nel 1378, vide il matrimonio imminente come una minaccia, un'alleanza che avrebbe rafforzato la posizione dello zio nella famiglia a spese della sua. Nella primavera del 1385 Bernabò fu deposto e fatto prigioniero dal nipote. Il contratto di matrimonio tra Luigi II e Lucia fu annullato e alla morte di Bernabò nel dicembre 1385, Gian Galeazzo divenne l'unico sovrano di Milano, conferendogli l'autorità di determinare chi doveva sposare Lucia.
Un altro potenziale corteggiatore più favorevole per i Visconti era Enrico, duca di Lancaster (il futuro re Enrico IV d'Inghilterra), che visitò Milano nel 1393 e che rimase molto colpito da Lucia. Nel 1399, quando si stavano discutendo accordi tra i due, Enrico - la cui prima moglie morì nel 1394 - fu bandito da regno per dieci anni dal re Riccardo II d'Inghilterra. Per Gian Galeazzo la sicurezza politica veniva prima di tutto e per questo sospese le trattative, insistendo affinché Enrico riprendesse il potere prima che potessero procedere con ulteriori colloqui.
Nello stesso anno Enrico tornò in Inghilterra e rovesciò Riccardo con l'aiuto del re di Francia, ma le trattative matrimoniali non ripresero mai.
Quando Gian Galeazzo le propose di sposare suo figlio naturale Gabriele Maria, di 13 anni, fu Lucia stavolta a rifiutare.

## Matrimoni

### Primo matrimonio
Il 28 giugno 1399 Lucia sposò infine a Pavia il figlio di Baldassarre di Turingia, Federico IV di Turingia, marchese di Misnia (Meißen) e precedentemente promesso a sua sorella Anglesia Visconti. Il matrimonio venne celebrato da Guglielmo Centueri, vescovo di Pavia, e vide tra i testimoni anche il futuro papa Alessandro V.
La sposa però si rifiutò di partire e impugnò il matrimonio sostenendo di esservi stata costretta.
Nel 1404 fu interessato alla mano di Lucia Roberto III di Baviera che inviò i suoi ambasciatori alla corte di Milano per trattare un probabile matrimonio con suo figlio Stefano ma l'instabile situazione politica causata dalla lotta tra i Visconti e i Malatesta chiuse ogni trattativa.

### Secondo matrimonio
La morte di Gian Galeazzo nel 1402 eliminò la possibilità di un futuro matrimonio politico per Lucia. Nel frattempo Enrico si risposò nel 1403, ma non si era dimenticato dell'adolescente milanese che si era infatuata di lui. Fece in modo che lei sposasse Edmund Holland, IV conte di Kent, un suo soldato che aveva combattuto nella battaglia di Shrewsbury. Nel maggio 1406 fu redatto per i due un contratto di matrimonio, che prevedeva una dote di 70.000 fiorini di cui 12.000 dovevano essere pagati alla consumazione del matrimonio, seguiti da pagamenti annuali di 8.285 fiorini fino al pagamento dell'importo totale.
Il matrimonio ebbe luogo il 24 gennaio 1407 a St. Mary Overy a Southwark. Un resoconto del loro matrimonio fu pubblicato nel 1827 dall'antiquario inglese Sir Nicholas Harris Nicolas, nel suo A Chronicle of London, 1089–1483. Tuttavia, il matrimonio tra la coppia di sposini ebbe un inizio difficile. Nel 1406, Edmund aveva avuto un legame con Costanza di York e l'anno successivo, Costanza diede alla luce la figlia illegittima di Edmund, Eleanor. Non ci sono documenti superstiti che indichino la reazione di Lucia verso di loro, ma le sorelle di Edmund notarono che Costanza non era un ostacolo nel matrimonio del fratello. Nel settembre 1408, Lucia rimase vedova, in seguito alla morte di Edmund ucciso in battaglia in Bretagna. La coppia non aveva avuto figli.
A differenza di altre vedove del suo tempo, Lucia non fu costretta a tornare a casa della sua famiglia, ma fu in grado di vivere come voleva. Più specificamente, usò il suo titolo di Contessa di Kent a suo vantaggio. Dato che il marito le aveva lasciato pochi soldi (la dote non era ancora stata pagata), lei doveva far fronte al suo grosso debito. Decise di seguire le orme della sorellastra Donnina (che aveva sposato John Hawkwood, un soldato inglese) rivolgendosi a Enrico per un aiuto finanziario. Enrico le concesse un terzo del reddito della sua porzione di terra del defunto marito (che era un quinto del patrimonio, il resto fu diviso tra le sue quattro sorelle), con il resto usato per pagare i suoi creditori. Questo non bastò a far quadrare i conti, e Lucia supplicò il Parlamento con lettere di marca che costringevano Milano a pagare la dote. Tuttavia, Milano aveva i suoi problemi finanziari dopo la morte di Gian Galeazzo e il pagamento non arrivò mai. Fece una seconda petizione al Parlamento per la cancellazione del debito, promettendo una parte della dote ai creditori di Edmund.
Tuttavia, il costo del mantenimento delle sue proprietà era troppo alto, e nel luglio 1421, Lucia si trasferì alla Holy Trinity Minories, che era simile a un convento di suore ma era noto anche come un luogo in cui le donne di alto rango e denaro avrebbero vissuto insieme. Si ritiene che vivesse in una casa a schiera costruita nel 1352 da Elisabetta de Clare, che aveva la reputazione di ospitare donne in precarie circostanze politiche. Qui visse una vita agiata e ben tenuta, ma si dedicò anche agli affari, figurando come esportatrice di merci in Italia nel 1423.

## Morte
Lucia morì il 14 aprile 1424 e venne sepolta a Londra nella chiesa degli Agostiniani, un luogo di sepoltura per vari immigrati italiani a Londra. Il suo epitaffio, scritto in latino, si concentra sul suo fascino e sulla bellezza, sulla sua famiglia e sull'eredità milanese, e non menziona affatto suo marito. È conservato in un documento del XVI secolo al British Museum, anche se l'ultima parte è intraducibile.
Nel suo testamento, Lucia lasciò in eredità una parte della sua dote non pagata a vari nobili inglesi e agli immigrati italiani, mentre il resto (insieme agli oggetti personali) andò al suo maggiordomo, ad alcune dame di compagnia, al suo giullare e a varie istituzioni religiose a Milano e in Inghilterra, ma tutti i destinatari non furono ugualmente in grado di ottenere i soldi da Milano. I lasciti ai destinatari religiosi arrivavano con le condizioni per pregare per se stessa e per le anime di Edmund.

## Ascendenza
|                        |                     |                       | Genitori                 |  |  | Nonni |  |  | Bisnonni          |  |  | Trisnonni         |  |
|                        |                     |                       |                          |  |  |       |  |  | Matteo I Visconti |  |  | Teobaldo Visconti |  |
|                        |                     |                       |                          |  |  |       |  |  | Matteo I Visconti |  |  | Teobaldo Visconti |  |
|                        |                     | Anastasia Pirovano    |                          |  |  |       |  |  | Matteo I Visconti |  |  |                   |  |
| Stefano Visconti       |                     |                       |                          |  |  |       |  |  | Matteo I Visconti |  |  |                   |  |
|                        |                     | Bonacossa Borri       | Squarcino Borri          |  |  |       |  |  |                   |  |  |                   |  |
|                        |                     | Bonacossa Borri       | Squarcino Borri          |  |  |       |  |  |                   |  |  |                   |  |
|                        |                     | Bonacossa Borri       | Antonia                  |  |  |       |  |  |                   |  |  |                   |  |
| Bernabò Visconti       |                     | Bonacossa Borri       |                          |  |  |       |  |  |                   |  |  |                   |  |
|                        |                     | Bernabò Doria         | …                        |  |  |       |  |  |                   |  |  |                   |  |
|                        |                     | Bernabò Doria         | …                        |  |  |       |  |  |                   |  |  |                   |  |
|                        |                     | Bernabò Doria         | …                        |  |  |       |  |  |                   |  |  |                   |  |
| Valentina Doria        |                     | Bernabò Doria         |                          |  |  |       |  |  |                   |  |  |                   |  |
|                        |                     | Eliana Fieschi        | …                        |  |  |       |  |  |                   |  |  |                   |  |
|                        |                     | Eliana Fieschi        | …                        |  |  |       |  |  |                   |  |  |                   |  |
|                        |                     | Eliana Fieschi        | …                        |  |  |       |  |  |                   |  |  |                   |  |
| Lucia Visconti         |                     | Eliana Fieschi        |                          |  |  |       |  |  |                   |  |  |                   |  |
|                        | Alboino della Scala | Alberto I della Scala |                          |  |  |       |  |  |                   |  |  |                   |  |
|                        | Alboino della Scala | Alberto I della Scala |                          |  |  |       |  |  |                   |  |  |                   |  |
|                        | Alboino della Scala | Verde di Salizzole    |                          |  |  |       |  |  |                   |  |  |                   |  |
| Mastino II della Scala | Alboino della Scala |                       |                          |  |  |       |  |  |                   |  |  |                   |  |
|                        |                     | Beatrice da Correggio | Giberto III da Correggio |  |  |       |  |  |                   |  |  |                   |  |
|                        |                     | Beatrice da Correggio | Giberto III da Correggio |  |  |       |  |  |                   |  |  |                   |  |
|                        |                     | Beatrice da Correggio | Elena Malaspina          |  |  |       |  |  |                   |  |  |                   |  |
| Beatrice della Scala   |                     | Beatrice da Correggio |                          |  |  |       |  |  |                   |  |  |                   |  |
|                        |                     | Giacomo I da Carrara  | Marsilio                 |  |  |       |  |  |                   |  |  |                   |  |
|                        |                     | Giacomo I da Carrara  | Marsilio                 |  |  |       |  |  |                   |  |  |                   |  |
|                        |                     | Giacomo I da Carrara  | …                        |  |  |       |  |  |                   |  |  |                   |  |
| Taddea da Carrara      |                     | Giacomo I da Carrara  |                          |  |  |       |  |  |                   |  |  |                   |  |
|                        |                     | Elisabetta Gradenigo  | Pietro Gradenigo         |  |  |       |  |  |                   |  |  |                   |  |
|                        |                     | Elisabetta Gradenigo  | Pietro Gradenigo         |  |  |       |  |  |                   |  |  |                   |  |
|                        |                     | Elisabetta Gradenigo  | Tommasina Morosini       |  |  |       |  |  |                   |  |  |                   |  |
|                        |                     | Elisabetta Gradenigo  |                          |  |  |       |  |  |                   |  |  |                   |  |